# Ričardas Racevičius
Ričardas Racevičius (* 7. Apriljul. / 20. April 1907greg. in Kaunas, Russisches Kaiserreich; † 30. Juni 1990) war ein litauischer Fußball- und Eishockeyspieler.

## Karriere
In seiner Fußballkarriere spielte Racevičius in seiner Geburtsstadt für den LFLS Kaunas. Mit dem Verein gewann er 1927 und 1932 die Meisterschaft in Litauen. Im Jahr 1928 spielte er einmal für die Litauische Fußballnationalmannschaft. Das Länderspiel gegen Estland absolvierte er während des Baltic Cup 1928.
Für die Eishockeymannschaft des LFLS Kaunas war er auch aktiv. Im Jahr 1928 gewann er mit dem Verein den Meistertitel.
Im Februar 1938 nahm er für den Litauischen Eishockeyverband an einem Kongress der Internationalen Eishockey-Föderation teil.